# Kassel–Warburg-vasútvonal

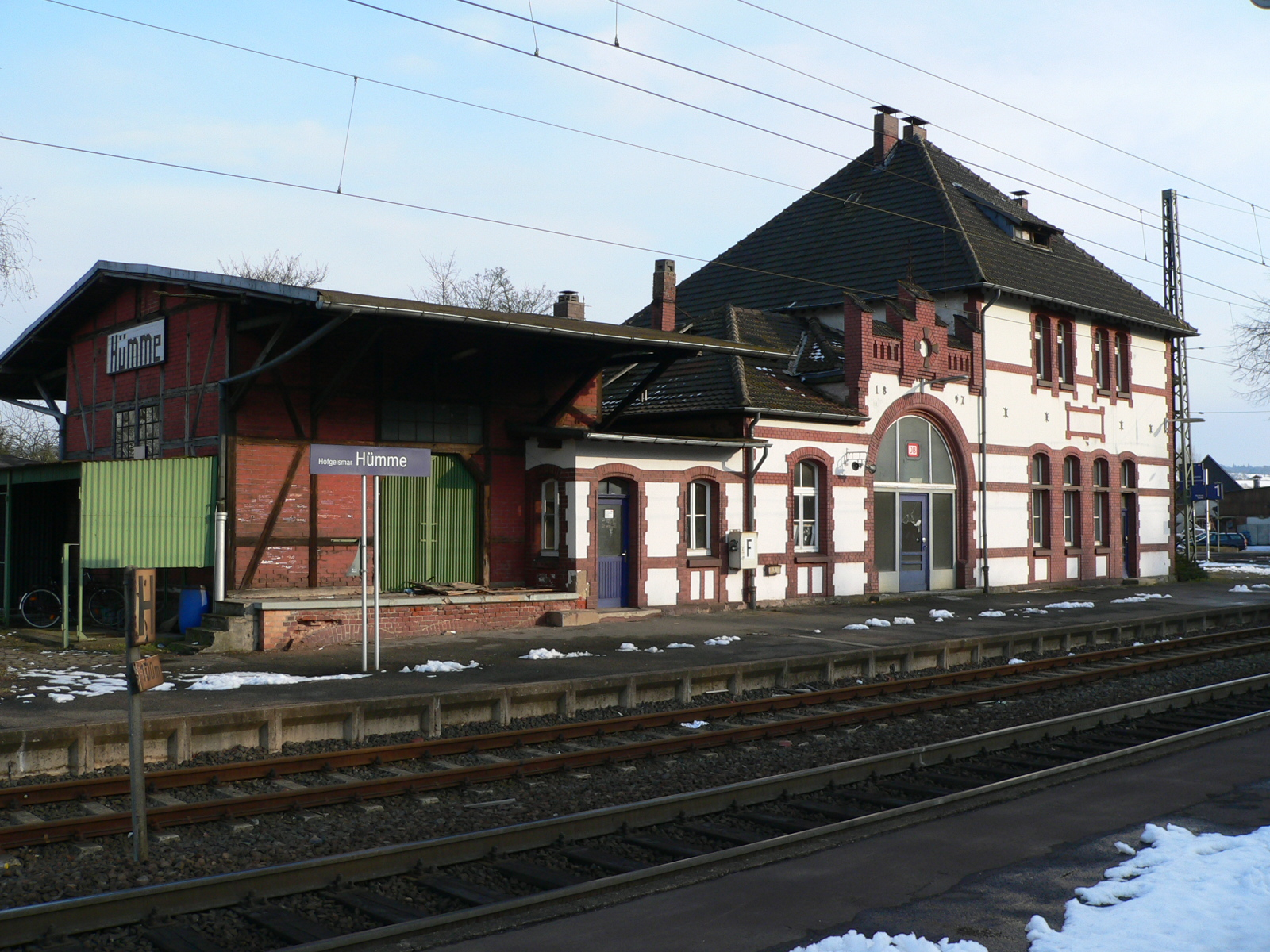
Hofgeismar-Hümme állomás

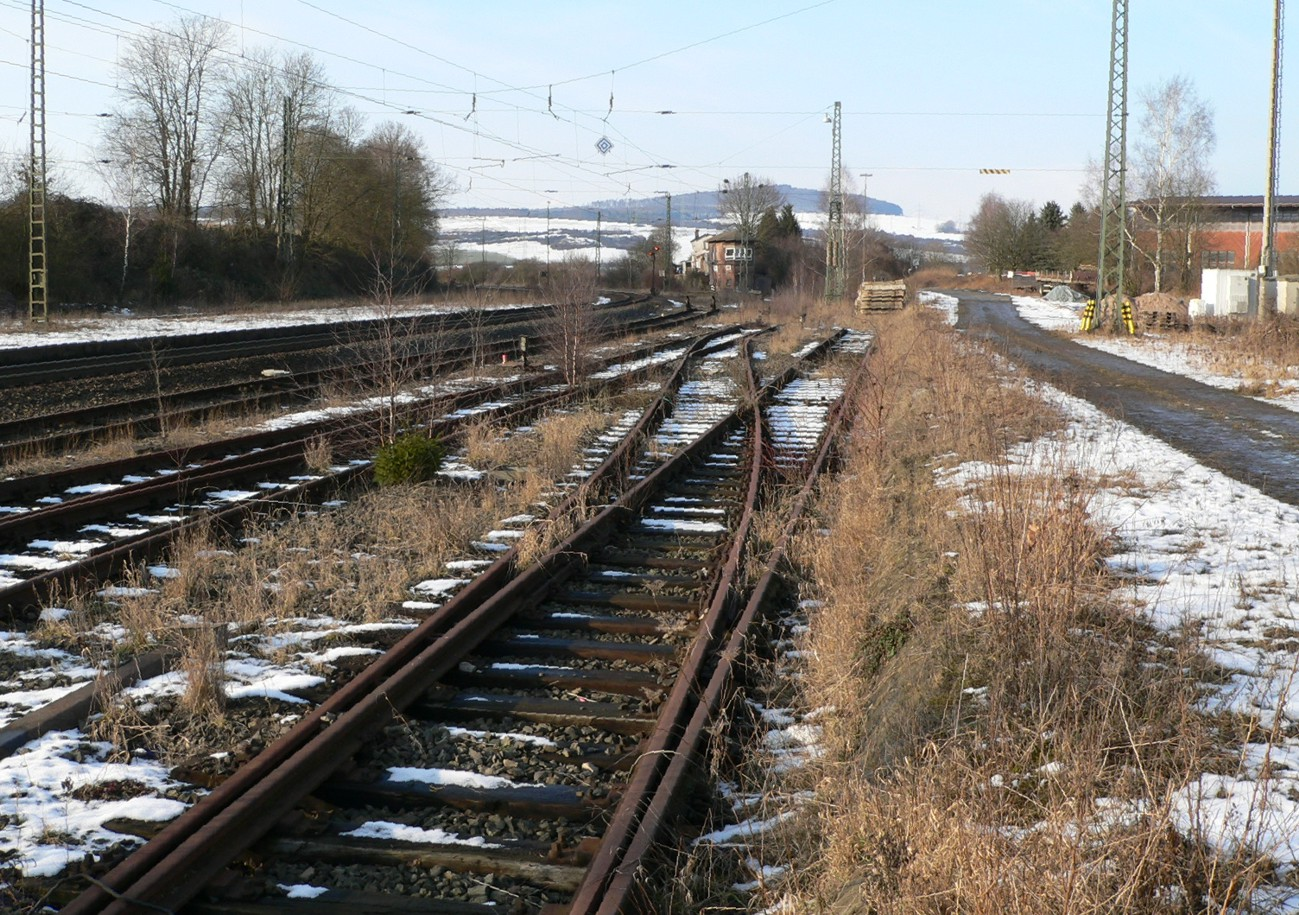
A már megszűnt Carl vasútvonal felé lévő elágazás

A Kassel–Warburg-vasútvonal egy 52,3 km hosszú, normál nyomtávolságú, 15 kV 16,7 Hz-cel villamosított, kétvágányú vasúti fővonal Németországban Kassel és Warburg között. A vonal a D4 osztályba tartozik, maximális tengelyterhelése a vonatoknak 22,5 tonna.

## Története
A vonalat 1848-ban építette a Friedrich-Wilhelmb-Nordbahn-Gesellschaft, így egyike Németország legrégebbi vasútvonalainak. Villamosítása 1970 december 11-én lett kész. PZB 90 biztosítóberendezés van telepítve végig és fel van készítve a billenőszekrényes vonatok közlekedtetésére is.

## Forgalom
A vonalon napi öt pár InterCity közlekedik:
| IC 51 | (Binz – Stralsund –) Berlin – Halle – Naumburg – Erfurt – Eisenach – Kassel-Wilhelmshöhe – Warburg – Paderborn – Dortmund – Essen – Duisburg – Düsseldorf (– Köln) |

A távolsági vonatokon kivül regionális vonatok is közlekednek rajta, továbbá Kassel villamoshálózatának járművei is, Tram-train rendszerben.
| Járat                   | Útvonal                                                                    | Üzemeltető       | Jármű                | Járatsűrűség |
| ----------------------- | -------------------------------------------------------------------------- | ---------------- | -------------------- | ------------ |
| RT3                     | Kassel Hbf – Vellmar-Obervellmar – Hofgeismar-Hümme (– Warburg) (csak HVZ) | RegioTram Kassel |                      | 030 perc     |
| RT4                     | Kassel Hbf – Vellmar-Obervellmar – Zierenberg – Wolfhagen                  | RegioTram Kassel |                      | 030 perc     |
| RE 17 Sauerland-Express | Kassel – Warburg – Bestwig – Schwerte – Hága                               | DB Regio NRW     | 2x DB 612 (160 km/h) | 120 perc     |